# 미국역사협회
미국역사협회(혹은 미국역사학회, American Historical Asssociation, AHA)는 미국의 역사학 학술단체이다. 1884년 창립하였으며, 학술지인 《미국 역사학 비평》(The American Historical Review)를 영국 옥스퍼드 대학교 출판부를 통해 분기마다 내고 있다.